# Thabeban
Thabeban är en ort i Australien. Den ligger i kommunen Bundaberg och delstaten Queensland, omkring 290 kilometer norr om delstatshuvudstaden Brisbane. Antalet invånare är 2 958.
Närmaste större samhälle är Bundaberg, nära Thabeban. 
Omgivningarna runt Thabeban är en mosaik av jordbruksmark och naturlig växtlighet. Runt Thabeban är det mycket glesbefolkat, med 6 invånare per kvadratkilometer. Genomsnittlig årsnederbörd är 1 080 millimeter. Den regnigaste månaden är januari, med i genomsnitt 217 mm nederbörd, och den torraste är september, med 26 mm nederbörd.